# Projekt 775
Projekt 775 (russisch Большой десантный корабль, Großes amphibisches Landungsschiff (deutsche Transkription Bolschoi Dessantny Korabl), NATO-Bezeichnung: Ropucha-Klasse) ist eine Klasse großer Landungsschiffe der sowjetischen und später der russischen Seekriegsflotte sowie der ukrainischen Seestreitkräfte, von der 28 Einheiten zwischen 1975 und 1992 in Dienst gestellt wurden.

## Geschichte
Die in den 1960er-Jahren entwickelten Schiffe wurden ab 1974 auf der polnischen Stocznia-Północna-Werft in Gdańsk gebaut. Ab 1975 wurden sie in den Dienst der sowjetischen Marine gestellt. Sie dienen als Ersatz für die Schiffe des Projekts 1171. Die Schiffe wurden in drei Baulosen geliefert, zunächst von 1974 bis 1978 12 Schiffe des ersten Bauloses, später dann als Projekt 775 mod. I bezeichnet, dann 1980 bis 1988 13 Schiffe des Projekt 775 mod. II und von 1988 bis 1992 drei Schiffe des Projekt 775 mod. III.

## Technische Daten

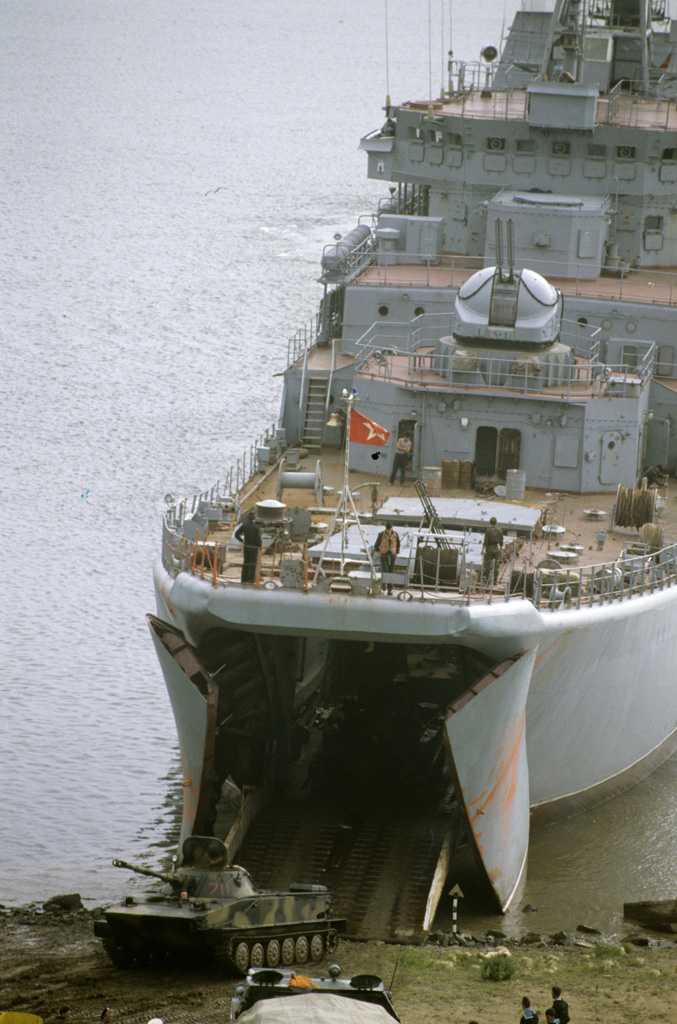
Ein Schwimmpanzer PT-76 verlässt das Landungsschiff durch das Bugtor (1992)

Die Schiffe sind für Landungen direkt am Ufer konzipiert. Die Ladefähigkeit beträgt um die 480 Tonnen. Zwei Laderäume mit Abmessungen (L × B × H) von 55 m × 6,5 m × 4,5 m und 40 m × 4,5 m × 4,5 m stehen zur Verfügung. Bis zu dreizehn Panzer oder Schützenpanzer oder 20 Lastkraftwagen und 150 Marineinfanteristen können mitgeführt werden.
Es wurden drei Ausführungen gebaut, die sich in der Bewaffnung und der Sensorausrüstung unterscheiden. Alle Schiffe tragen zwei Starter für je vier Strela-3-Flugabwehrraketen und zwei Grad-M-Mehrfachraketenwerfer. Unterschiede zwischen den drei Baulosen sind:
- Projekt 775 mod. I: mit zwei 57-mm-L/70-AK-725-Geschütztürmen[3]
- Projekt 775 mod. II: mit veränderter Sensorausrüstung und einem MR-302-„Rubka“-Radar[3]
- Projekt 775 mod. III: mit einem 76-mm-L/59-Turm AK-176 und zwei 30-mm-L/54-Maschinenkanonen AK-630M und mit MR-352-„Positiv“-Radar[3]

Die NATO unterscheidet nur zwei Varianten: Ropucha I für mod. I und II sowie Ropucha II für mod. III.

## Einheiten / Verbleib

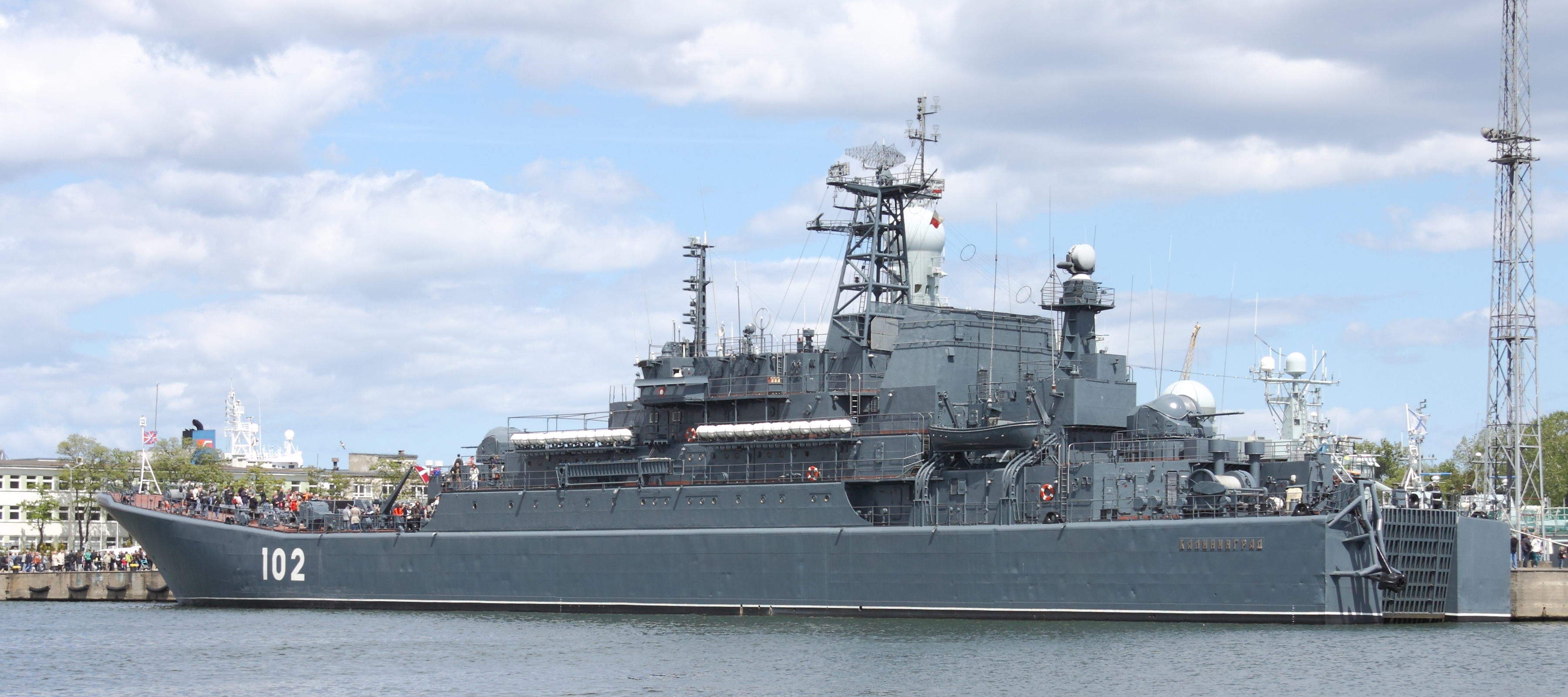
Projekt 775 mod. II Kaliningrad, 2012

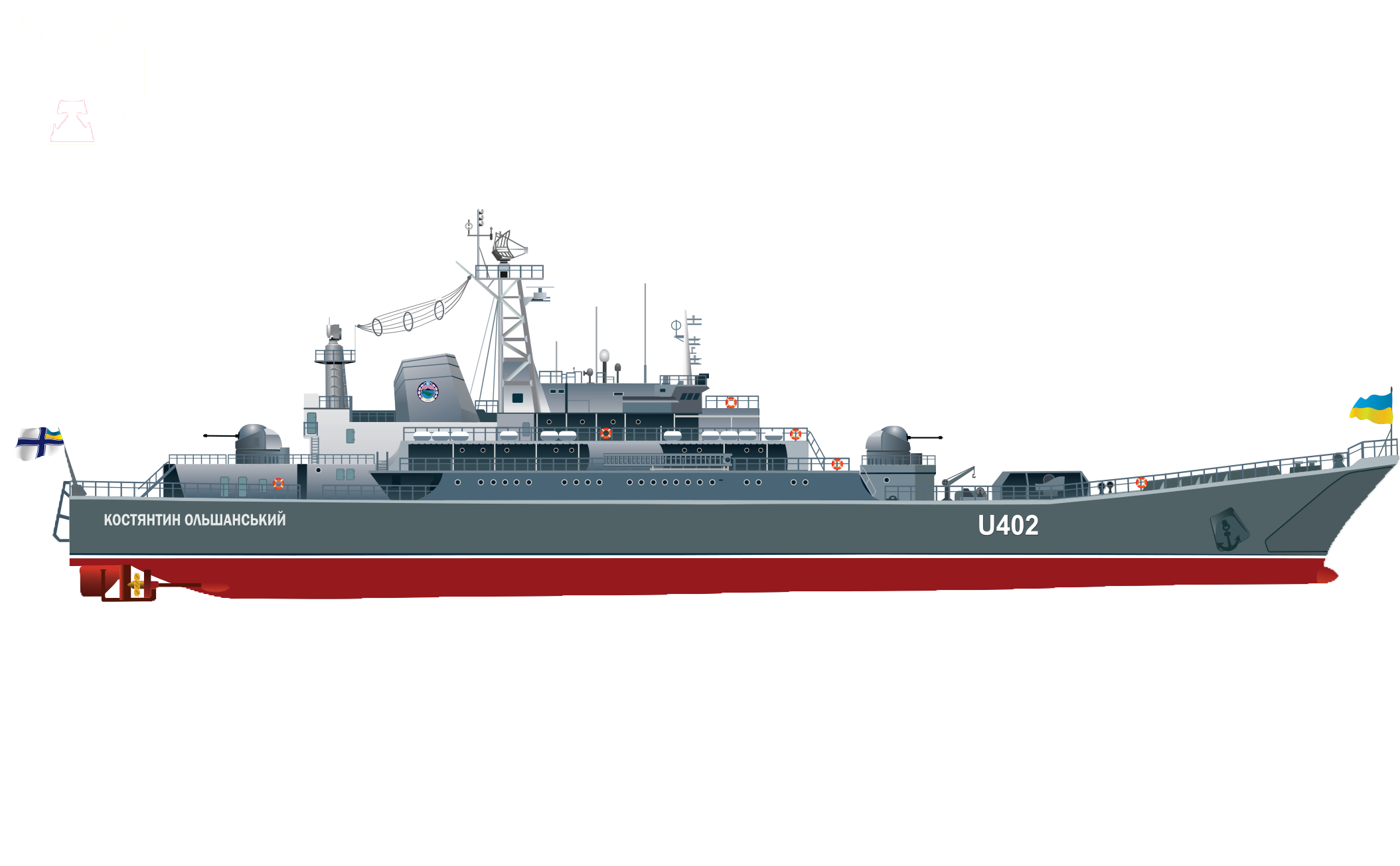
Projekt 775 mod. II Kostjantyn Olschanskyj

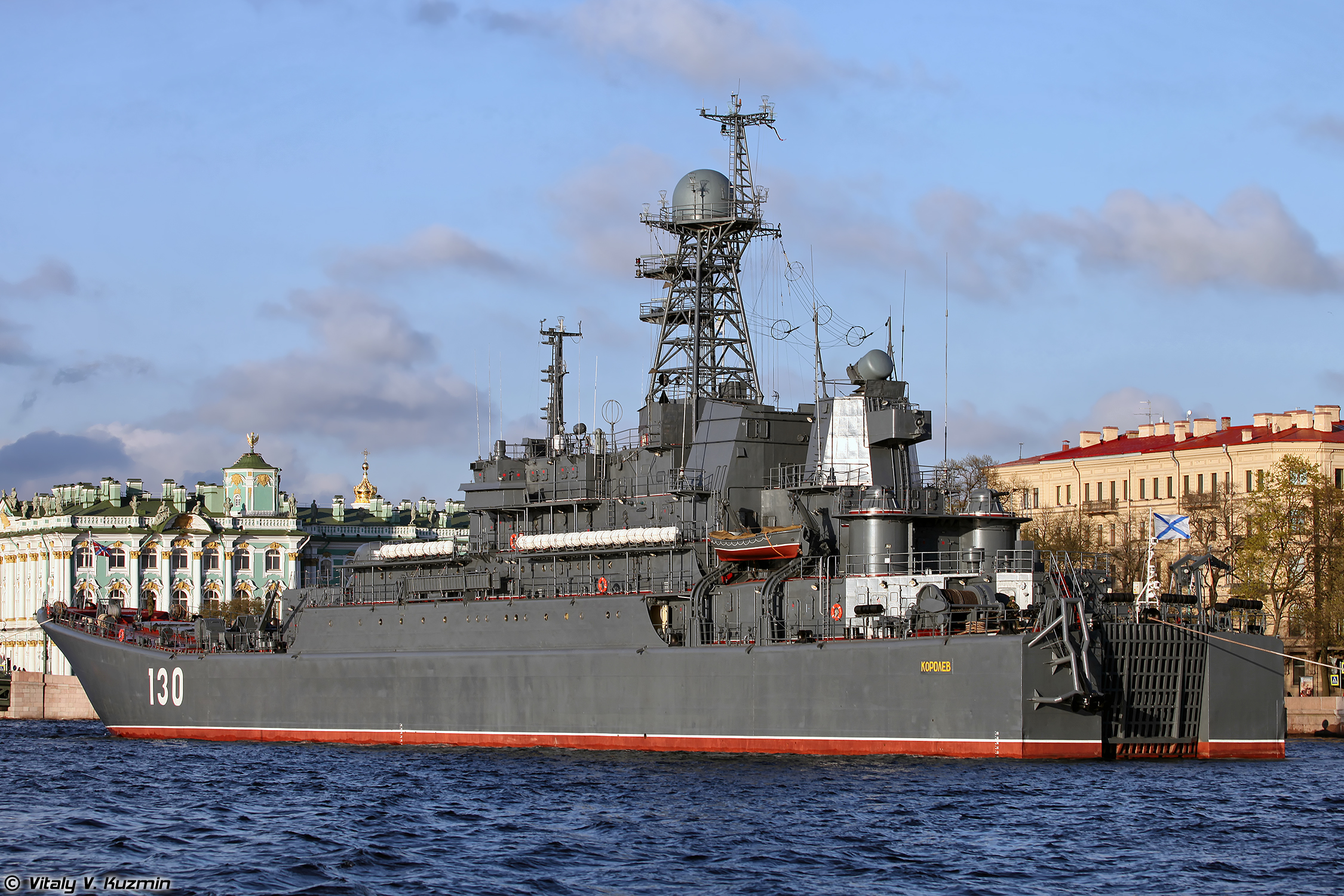
Projekt 775 mod. III Koroljow in Sankt Petersburg, hinter dem Aufbau sind die beiden AK-630M-Türme zu erkennen, 2015

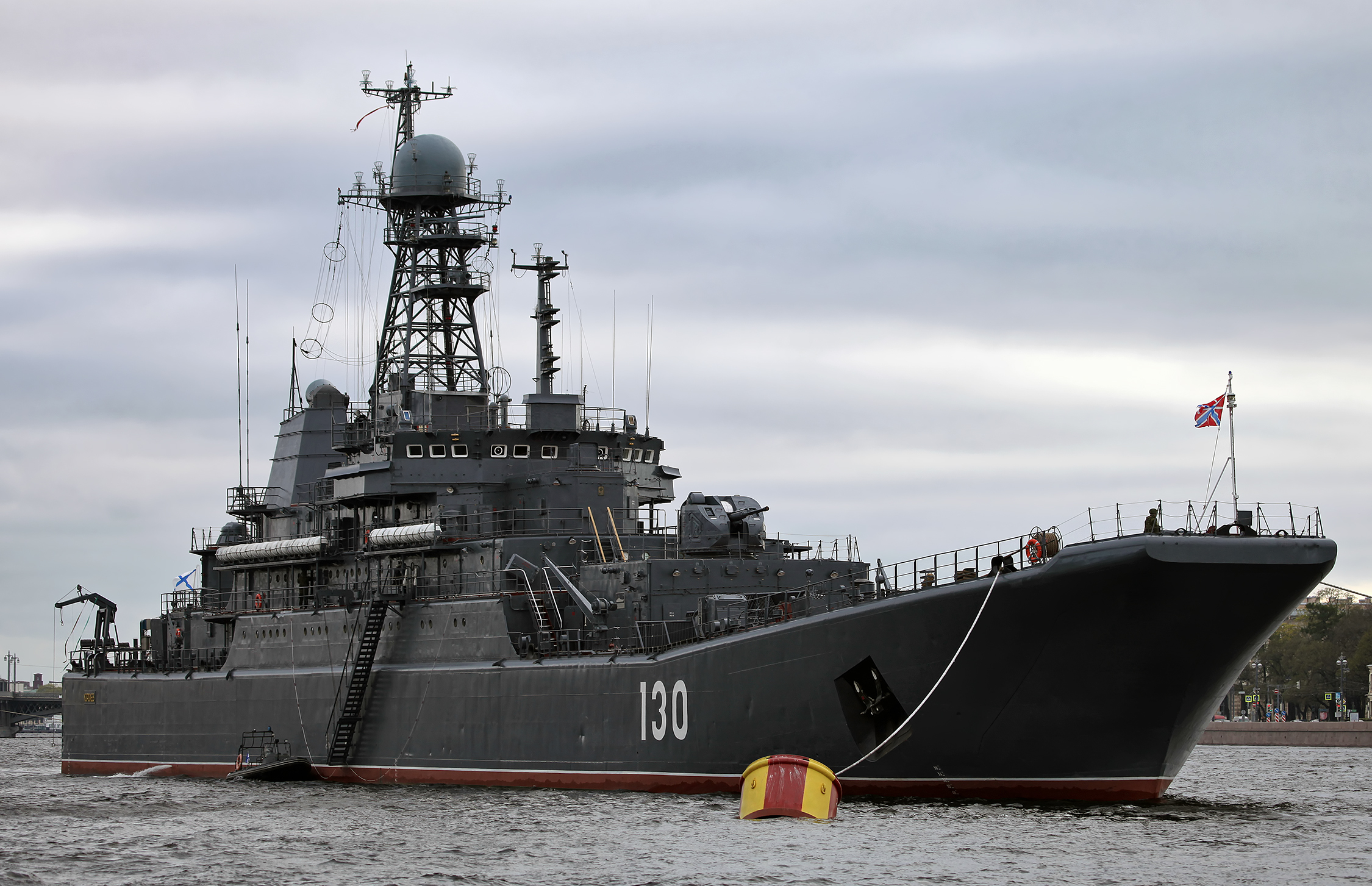
Projekt 775 mod. III Koroljow, Vorschiff mit AK-176-Turm, 2015

Insgesamt wurden zwischen 1974 und 1991 28 Schiffe gebaut, die fast alle in der sowjetischen Marine in Dienst gestellt wurden. Lediglich ein Schiff, die BDK-119, wurde an die Demokratische Volksrepublik Jemen verkauft, wo sie bis 2002 im Dienst stand.
Nach dem Zerfall der Sowjetunion wurden die meisten Schiffe in die russische Marine übernommen; die restlichen gingen in Reserve oder wurden verschrottet. Die Kostjantyn Olschanskyj wurde an die Ukraine abgegeben.
| Name                                                                                 | Bauwerft                  | Kiellegung         | Stapellauf         | Indienststellung   | Außerdienststellung | Verbleib (Flotte) |
| Projekt 775 mod. I                                                                   | Projekt 775 mod. I        | Projekt 775 mod. I | Projekt 775 mod. I | Projekt 775 mod. I | Projekt 775 mod. I  | Projekt 775 mod. I |
| ------------------------------------------------------------------------------------ | ------------------------- | ------------------ | ------------------ | ------------------ | ------------------- | --- |
| BDK-47 (БДК-47) (ex-SDK-47 [СДК-47])                                                 | Stocznia Północna, Danzig |                    |                    | 1. Juli 1974       | 17. Dezember 1994   | verschrottet |
| BDK-48 (БДК-48) (ex-SDK-48 [СДК-48])                                                 | Stocznia Północna, Danzig |                    | 30. Oktober 1974   | 30. Juni 1975      | 5. Juli 1994        | |
| BDK-63 (БДК-63) (ex-SDK-63 [СДК-63])                                                 | Stocznia Północna, Danzig |                    |                    | 30. Juni 1975      | 5. Juli 1994        | |
| BDK-90 (БДК-90) (ex-SDK-90 [СДК-90])                                                 | Stocznia Północna, Danzig |                    |                    | 30. November 1975  | 5. Juli 1994        | |
| Olenegorski Gornjak (Оленегорский горняк) (ex-BDK-91 [БДК-91] ex-SDK-91 [СДК-91])    | Stocznia Północna, Danzig |                    |                    | 30. Juni 1976      |                     | Modernisiert auf mod. II; am 4. August 2023 durch ukrainische Seedrohne vor Noworossijsk schwer beschädigt                                           |
| BDK-181 (БДК-181) (ex-SDK-181 [СДК-181])                                             | Stocznia Północna, Danzig |                    |                    | 9. Oktober 1976    | 5. Juli 1994        | |
| Kondopoga (Кондопога) (ex-BDK-182 [БДК-182] ex-SDK-182 [СДК-182])                    | Stocznia Północna, Danzig |                    |                    | 30. November 1976  |                     | |
| Kotlas (Котлас) (ex-BDK-183 [БДК-183] ex-SDK-183 [СДК-183])                          | Stocznia Północna, Danzig |                    |                    | 15. März 1977      | 22. Juni 2005       | |
| BDK-197 (БДК-197) (ex-SDK-197 [СДК-197])                                             | Stocznia Północna, Danzig |                    |                    | 21. September 1977 | 5. Juli 1994        | |
| BDK-200 (БДК-200) (ex-SDK-200 [СДК-200])                                             | Stocznia Północna, Danzig |                    |                    | 17. Dezember 1977  | 30. Juni 1993       | |
| Aleksandr Otrakowski (Александр Отраковский) (ex-BDK-55 [БДК-55] ex-SDK-55 [СДК-55]) | Stocznia Północna, Danzig |                    |                    | 30. Juli 1978      |                     | |
| BDK-119 (БДК-119) (ex-SDK-119 [СДК-119])                                             | Stocznia Północna, Danzig |                    |                    | 27. Februar 1979   |                     | als 139 im September 1979 an den Jemen abgegeben und 2002 außer Dienst, danach als Handelsschiff Sam of Yemen. 2018 in Aden gesunken.                |
| Projekt 775 mod. II                                                                  |                           |                    |                    |                    |                     | |
| BDK-14 [БДК-14]                                                                      | Stocznia Północna, Danzig |                    |                    | 31. August 1981    | 3. Mai 2002         | verschrottet |
| Osljabja (Ослябя) (ex-BDK-101 [БДК-101])                                             | Stocznia Północna, Danzig |                    |                    | 19. Dezember 1981  |                     | aktiv (Pazifikflotte) |
| BDK-105 [БДК-105]                                                                    | Stocznia Północna, Danzig |                    |                    | 2. März 1982       | 10. April 2002      | verschrottet |
| Admiral Newelskoi (Адмирал Невельской) (ex-BDK-98 [БДК-98])                          | Stocznia Północna, Danzig |                    |                    | 28. September 1982 |                     | aktiv (Pazifikflotte) |
| BDK-32 [БДК-32]                                                                      | Stocznia Północna, Danzig |                    |                    | 1982               |                     | verschrottet |
| Minsk (Минск) (ex-BDK-43 [БДК-43])                                                   | Stocznia Północna, Danzig |                    |                    | 30. Mai 1983       |                     | Am 13. September 2023 bei einem Raketenangriff (unbestätigten Angaben zufolge durch ukrainische Storm Shadow) im Trockendock von Sewastopol zerstört |
| Kaliningrad (Калининград) (ex-BDK-58 [БДК-58])                                       | Stocznia Północna, Danzig |                    |                    | 9. Dezember 1984   |                     | aktiv (Baltische Flotte) |
| Georgi Pobedonosez (Георгий Победоносец) (ex-BDK-45 [БДК-45])                        | Stocznia Północna, Danzig |                    |                    | 5. März 1985       |                     | aktiv (Nordflotte) |
| Konstantin Olschanski (Константин Ольшанский) (ex-BDK-56 [БДК-56])                   | Stocznia Północna, Danzig |                    |                    | 1985               |                     | 1991 an Ukraine als Kostjantyn Olschanskyj. 2014 von russischen Truppen erbeutet.                                                                    |
| Alexander Schabalin (Александр Шабалин) (ex-BDK-60 [БДК-60])                         | Stocznia Północna, Danzig |                    | 11. Juni 1986      | 31. Dezember 1986  |                     | aktiv (Baltische Flotte) |
| Zesar Kunikow (Цезарь Куников) (ex-BDK-64 [БДК-64])                                  | Stocznia Północna, Danzig |                    |                    | 30. September 1986 |                     | nach Angaben der ukrainischen Streitkräfte am 14. Februar 2024 vor der Halbinsel Krim versenkt                                                       |
| Nowotscherkassk (Новочеркасск) (ex-BDK-46 [БДК-46])                                  | Stocznia Północna, Danzig |                    | 17. April 1987     | 30. November 1987  |                     | Am 26. Dezember 2023 im Hafen von Feodossija von einer ukrainischen Rakete getroffen und zerstört.                                                   |
| Jamal (Ямал) (ex-BDK-67 [БДК-67])                                                    | Stocznia Północna, Danzig | 6. April 1987      | 1988               | 30. April 1988     |                     | aktiv (Schwarzmeerflotte) |
| Projekt 775 mod. III                                                                 |                           |                    |                    |                    |                     | |
| Asow (Азов) (ex-BDK-54 [БДК-54])                                                     | Stocznia Północna, Danzig | 22. November 1988  | 19. Mai 1989       | 12. Oktober 1990   |                     | aktiv (Schwarzmeerflotte) |
| Pereswet (Пересвет) (ex-BDK-11 [БДК-11])                                             | Stocznia Północna, Danzig |                    |                    | 10. April 1991     |                     | aktiv (Pazifikflotte) |
| Koroljow (Королёв) (ex-BDK-61 [БДК-61])                                              | Stocznia Północna, Danzig | 12. Februar 1990   | 16. November 1990  | 10. Juli 1991      |                     | aktiv (Schwarzmeerflotte) |

## Einsätze

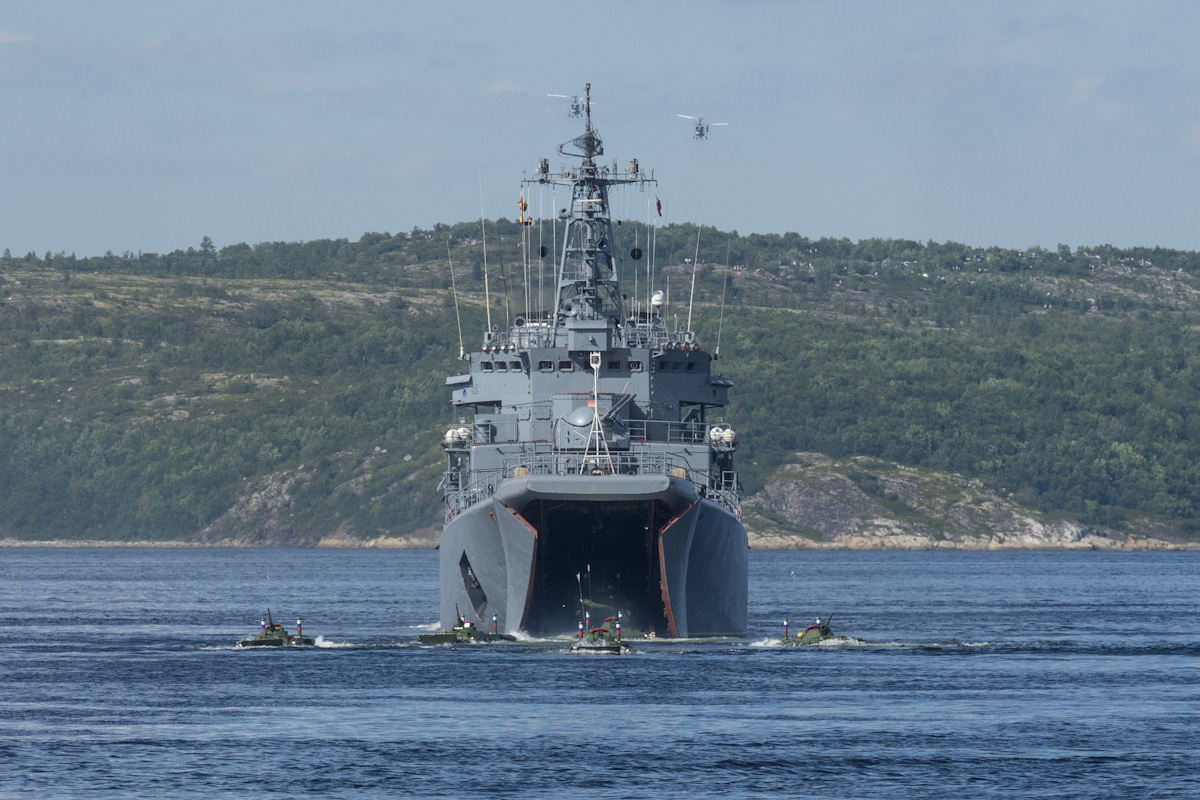
Schwimmpanzer BTR 80 verlassen die Georgi Pobedonosez

Im August 2009 waren die Asow, die Nowotscherkassk und die Jamal neben einer Fregatte und zwei Atom-U-Booten an der Suche nach dem verschwundenen Frachtschiff Arctic Sea beteiligt.

### Russischer Überfall auf die Ukraine
Im Zuge des russischen Truppenaufbaus vor dem Überfall auf die Ukraine im Februar 2022 verlegte die russische Marine fünf eigentlich in anderen Einsatzgebieten stationierte Schiffe der Klasse in das Schwarze Meer (Minsk, Koroljow, Kaliningrad (alle drei Baltische Flotte), Georgi Pobedonosez und Olenegorski Gornjak (beide Nordflotte)).
Im Verlauf des Krieges wurden mehrere Einheiten durch Kampfhandlungen beschädigt:
- Zwei Schiffe, die Zesar Kunikow und die Nowotscherkassk, wurden am 24. März 2022 beim ukrainischen Raketenangriff auf das Landungsschiff Saratow (Projekt 1171) im Hafen von Berdjansk beschädigt. Dabei wurden auf beiden Schiffen Besatzungsmitglieder getötet, wie vom russischen Kommandanten des Flottenstützpunkts Sewastopol bestätigt wurde.[19][20]
- Die Olenegorski Gornjak wurde Anfang August 2023 durch einen ukrainischen Seedrohnenangriff vor Noworossijsk schwer beschädigt. Fotos und Videos russischer Militärblogger zeigen die Schlagseite des Schiffes in der Bucht von Noworossijsk nach dem Angriff und berichten von Beschädigungen.[6][7] Dies war seit der Versenkung der Moskwa im April 2022 das größte russische Kriegsschiff, welches schwer beschädigt wurde.[21]
- Am 14. September 2023 tauchte ein Video auf, das die schwer beschädigte Minsk im Trockendock in Sewastopol zeigte. Die Schäden scheinen durch einen ukrainischen Raketenangriff verursacht worden zu sein.[22] Laut Geheimdienstbericht des britischen Verteidigungsministeriums wurde die Minsk sicher funktionell zerstört und drohe lange auszufallen.[23]
- Am 26. Dezember 2023 wurde die Nowotscherkassk bei einem Angriff mit Marschflugkörpern im Hafen von Feodossija erneut getroffen. Auf einem Video, welches die Nowotscherkassk zeigen soll, ist eine gewaltige Explosion zu sehen.[24] Während russische Medien lediglich von einer Beschädigung mit einem Toten sprechen, behauptet die Ukraine, das Schiff versenkt zu haben.[25] Regionale Berichte von 74 Toten wurden rasch wieder gelöscht.[26]

- Laut einem Bericht der ukrainischen Online-Zeitung Ukrajinska Prawda gelang den ukrainischen Streitkräften am 14. Februar 2024 ein Angriff mittels Seedrohnen auf die Zesar Kunikow und das Versenken des Schiffs vor der Halbinsel Krim.[13][14][15]